# Ireen Wüst
Ireen Karlijn Wüst (Goirle, 1 de abril de 1986) es una deportista neerlandesa que compitió en patinaje de velocidad sobre hielo. Es la patinadora de velocidad más laureada en la historia de este deporte: seis veces campeona olímpica, veintidós veces campeona mundial (siete en la clasificación general y quince en distancia individual) y ocho veces campeona europea.

## Trayectoria
Participó en cinco Juegos Olímpicos de Invierno, obteniendo en total trece medallas: en Turín 2006 oro en los 3000 m y bronce en 1500 m, en Vancouver 2010 oro en 1500 m, en Sochi 2014 dos oros, en 3000 m y persecución por equipos (junto con Jorien ter Mors, Marrit Leenstra y Lotte van Beek), y tres platas, en 1000 m, 1500 m y 5000 m, en Pyeongchang 2018 oro en 1500 m y dos platas, en 3000 m y persecución por equipos (con Marrit Leenstra, Antoinette de Jong y Lotte van Beek), y dos en Pekín 2022, oro en 1500 m y bronce en persecución por equipos (con Marijke Groenewoud, Irene Schouten  y Antoinette de Jong).
Ganó trece medallas en el Campeonato Mundial de Patinaje de Velocidad sobre Hielo entre los años 2007 y 2020, 31 medallas en el Campeonato Mundial de Patinaje de Velocidad sobre Hielo en Distancia Individual entre los años 2007 y 2021, y una medalla de plata en el Campeonato Mundial de Patinaje de Velocidad sobre Hielo en Distancia Corta de 2007.
Además, obtuvo once medallas en el Campeonato Europeo de Patinaje de Velocidad sobre Hielo entre los años 2006 y 2017, y cuatro medallas en el Campeonato Europeo de Patinaje de Velocidad sobre Hielo en Distancia Individual, en los años 2020 y 2022.
En 2006 recibió la distinción de Caballero de la Orden del León Neerlandés y en febrero de 2022 la de Comendador de la Orden de Orange-Nassau. Fue nombrada «Deportista del año» por el Comité Olímpico Neerlandés en 2006 y 2014.
Se retiró de la competición en marzo de 2022, tras disputar sus quintos Juegos Olímpicos. Después, fue fichada por su antiguo entrenador, Gerard Kemkers, para trabajar como consejera deportiva de patinadores jóvenes. Wüst es abiertamente bisexual.

## Palmarés internacional
| Juegos Olímpicos                           | Juegos Olímpicos                | Juegos Olímpicos  | Juegos Olímpicos        |
| Año                                        | Lugar                           | Medalla           | Prueba                  |
| ------------------------------------------ | ------------------------------- | ----------------- | ----------------------- |
| 2006                                       | Turín (Italia)                  | Medalla de oro    | 3000 m                  |
| 2006                                       | Turín (Italia)                  | Medalla de bronce | 1500 m                  |
| 2010                                       | Vancouver (Canadá)              | Medalla de oro    | 1500 m                  |
| 2014                                       | Sochi (Rusia)                   | Medalla de oro    | 3000 m                  |
| 2014                                       | Sochi (Rusia)                   | Medalla de oro    | Persecución por equipos |
| 2014                                       | Sochi (Rusia)                   | Medalla de plata  | 1000 m                  |
| 2014                                       | Sochi (Rusia)                   | Medalla de plata  | 1500 m                  |
| 2014                                       | Sochi (Rusia)                   | Medalla de plata  | 5000 m                  |
| 2018                                       | Pyeongchang (Corea del Sur)     | Medalla de oro    | 1500 m                  |
| 2018                                       | Pyeongchang (Corea del Sur)     | Medalla de plata  | 3000 m                  |
| 2018                                       | Pyeongchang (Corea del Sur)     | Medalla de plata  | Persecución por equipos |
| 2022                                       | Pekín (China)                   | Medalla de oro    | 1500 m                  |
| 2022                                       | Pekín (China)                   | Medalla de bronce | Persecución por equipos |
| Campeonato Mundial                         |                                 |                   |                         |
| Año                                        | Lugar                           | Medalla           | Prueba                  |
| 2007                                       | Heerenveen (Países Bajos)       | Medalla de oro    | Clasificación general   |
| 2008                                       | Berlín (Alemania)               | Medalla de plata  | Clasificación general   |
| 2009                                       | Hamar (Noruega)                 | Medalla de bronce | Clasificación general   |
| 2010                                       | Heerenveen (Países Bajos)       | Medalla de bronce | Clasificación general   |
| 2011                                       | Calgary (Canadá)                | Medalla de oro    | Clasificación general   |
| 2012                                       | Moscú (Rusia)                   | Medalla de oro    | Clasificación general   |
| 2013                                       | Hamar (Noruega)                 | Medalla de oro    | Clasificación general   |
| 2014                                       | Heerenveen (Países Bajos)       | Medalla de oro    | Clasificación general   |
| 2015                                       | Calgary (Canadá)                | Medalla de plata  | Clasificación general   |
| 2016                                       | Berlín (Alemania)               | Medalla de plata  | Clasificación general   |
| 2017                                       | Hamar (Noruega)                 | Medalla de oro    | Clasificación general   |
| 2018                                       | Ámsterdam (Países Bajos)        | Medalla de plata  | Clasificación general   |
| 2020                                       | Hamar (Noruega)                 | Medalla de oro    | Clasificación general   |
| Campeonato Mundial en Distancia Individual |                                 |                   |                         |
| Año                                        | Lugar                           | Medalla           | Prueba                  |
| 2007                                       | Salt Lake City (Estados Unidos) | Medalla de oro    | 1000 m                  |
| 2007                                       | Salt Lake City (Estados Unidos) | Medalla de oro    | 1500 m                  |
| 2007                                       | Salt Lake City (Estados Unidos) | Medalla de plata  | Persecución por equipos |
| 2008                                       | Nagano (Japón)                  | Medalla de oro    | Persecución por equipos |
| 2009                                       | Richmond (Canadá)               | Medalla de plata  | 1500 m                  |
| 2009                                       | Richmond (Canadá)               | Medalla de plata  | Persecución por equipos |
| 2011                                       | Inzell (Alemania)               | Medalla de oro    | 1500 m                  |
| 2011                                       | Inzell (Alemania)               | Medalla de oro    | 3000 m                  |
| 2011                                       | Inzell (Alemania)               | Medalla de plata  | 1000 m                  |
| 2011                                       | Inzell (Alemania)               | Medalla de plata  | Persecución por equipos |
| 2012                                       | Heerenveen (Países Bajos)       | Medalla de oro    | Persecución por equipos |
| 2012                                       | Heerenveen (Países Bajos)       | Medalla de plata  | 1500 m                  |
| 2012                                       | Heerenveen (Países Bajos)       | Medalla de bronce | 3000 m                  |
| 2013                                       | Sochi (Rusia)                   | Medalla de oro    | 1500 m                  |
| 2013                                       | Sochi (Rusia)                   | Medalla de oro    | 3000 m                  |
| 2013                                       | Sochi (Rusia)                   | Medalla de oro    | Persecución por equipos |
| 2013                                       | Sochi (Rusia)                   | Medalla de plata  | 1000 m                  |
| 2013                                       | Sochi (Rusia)                   | Medalla de plata  | 5000 m                  |
| 2015                                       | Heerenveen (Países Bajos)       | Medalla de plata  | 1500 m                  |
| 2015                                       | Heerenveen (Países Bajos)       | Medalla de plata  | 3000 m                  |
| 2015                                       | Heerenveen (Países Bajos)       | Medalla de plata  | Persecución por equipos |
| 2016                                       | Kolomna (Rusia)                 | Medalla de oro    | Persecución por equipos |
| 2016                                       | Kolomna (Rusia)                 | Medalla de plata  | 3000 m                  |
| 2017                                       | Gangneung (Corea del Sur)       | Medalla de oro    | 3000 m                  |
| 2017                                       | Gangneung (Corea del Sur)       | Medalla de oro    | Persecución por equipos |
| 2017                                       | Gangneung (Corea del Sur)       | Medalla de plata  | 1500 m                  |
| 2019                                       | Inzell (Alemania)               | Medalla de oro    | 1500 m                  |
| 2019                                       | Inzell (Alemania)               | Medalla de plata  | Persecución por equipos |
| 2020                                       | Salt Lake City (Estados Unidos) | Medalla de oro    | 1500 m                  |
| 2020                                       | Salt Lake City (Estados Unidos) | Medalla de plata  | Persecución por equipos |
| 2021                                       | Heerenveen (Países Bajos)       | Medalla de oro    | Persecución por equipos |
| Campeonato Mundial en Distancia Corta      |                                 |                   |                         |
| Año                                        | Lugar                           | Medalla           | Prueba                  |
| 2007                                       | Hamar (Noruega)                 | Medalla de plata  | Clasificación general   |
| Campeonato Europeo                         |                                 |                   |                         |
| Año                                        | Lugar                           | Medalla           | Prueba                  |
| 2006                                       | Hamar (Noruega)                 | Medalla de bronce | Clasificación general   |
| 2007                                       | Collalbo (Italia)               | Medalla de plata  | Clasificación general   |
| 2008                                       | Kolomna (Rusia)                 | Medalla de oro    | Clasificación general   |
| 2010                                       | Hamar (Noruega)                 | Medalla de plata  | Clasificación general   |
| 2011                                       | Collalbo (Italia)               | Medalla de plata  | Clasificación general   |
| 2012                                       | Budapest (Hungría)              | Medalla de bronce | Clasificación general   |
| 2013                                       | Heerenveen (Países Bajos)       | Medalla de oro    | Clasificación general   |
| 2014                                       | Hamar (Noruega)                 | Medalla de oro    | Clasificación general   |
| 2015                                       | Cheliábinsk (Rusia)             | Medalla de oro    | Clasificación general   |
| 2016                                       | Minsk (Bielorrusia)             | Medalla de plata  | Clasificación general   |
| 2017                                       | Heerenveen (Países Bajos)       | Medalla de oro    | Clasificación general   |
| Campeonato Europeo en Distancia Individual |                                 |                   |                         |
| Año                                        | Lugar                           | Medalla           | Prueba                  |
| 2020                                       | Heerenveen (Países Bajos)       | Medalla de oro    | 1500 m                  |
| 2020                                       | Heerenveen (Países Bajos)       | Medalla de oro    | Persecución por equipos |
| 2022                                       | Heerenveen (Países Bajos)       | Medalla de oro    | Persecución por equipos |
| 2022                                       | Heerenveen (Países Bajos)       | Medalla de plata  | 1500 m                  |